# William Clarke (cyclisme)
Pour les articles homonymes, voir William Clarke et Clarke.
William « Will » Clarke, né le 11 avril 1985, est un coureur cycliste australien. Professionnel entre 2011 et 2020, il a notamment remporté une étape du Tour Down Under 2012.

## Biographie
Après deux années passées dans des équipes continentales australiennes, William Clarke passe professionnel en 2011 dans l'équipe Leopard-Trek. Il a quitte après une seule saison à cause de la fusion de son équipe avec RadioShack et rejoint en 2012 Champion System, une équipe continentale professionnelle asiatique. 
En janvier 2012, Clarke est sélectionné au sein de l'équipe nationale australienne pour participer au Tour Down Under. Lors de la deuxième étape, il s'échappe dès le deuxième kilomètre, et remporte l'étape avec plus d'une minute d'avance sur le peloton, ce qui lui vaut l'admiration de son directeur sportif. En fin d'année il signe pour l'équipe néerlandaise Argos-Shimano.
En 2014 il devient membre de l'équipe continentale professionnelle Drapac qui prolonge son contrat en fin d'année.
Au début de la saison cycliste 2015, il remporte le prologue du Herald Sun Tour.
Au mois d'octobre 2016, il signe un contrat avec la formation américaine Cannondale-Drapac. Il participe avec elle au  Tour d'Espagne 2017, son premier grand tour.
En septembre 2018, il s'engage pour les deux années suivantes avec l'équipe Trek-Segafredo. Il y retrouve une partie de l'encadrement de l'équipe Leopard-Trek, dont le manager Luca Guercilena, selon lequel William Clarke renforcera Trek-Segafredo pour les contre-la-montre par équipes. Il arrête sa carrière à l'issue de la saison 2020.

## Palmarès

### Par année
- 2008
  - Goulburn to Sydney Classic (en)
- 2009
  - National Road Series
  - Canberra Tour :
    - Classement général
    - 1re étape

  - 4e étape du Tour de Geelong
  - 2e de la Grafton to Inverell Classic
  - 3e du Tour de Geelong
- 2010
  - 2e étape du Mersey Valley Tour
  - Tour des Grampians Sud :
    - Classement général
    - 1re, 2e et 3e étapes

  - 3e étape du Canberra Tour
  - 3e du championnat d'Australie du critérium
  - 3e du Tour de Taïwan
- 2012
  - 2e étape du Tour Down Under
  - 1re étape du Tour du Japon (contre-la-montre)
- 2014
  - 1re étape du Tour de Perth
  - 1re étape du Tour du Japon
  - Prologue du Tour de Kumano
  - 2e étape du Tour d'Iran - Azerbaïdjan
  -  Médaillé d'argent au championnat d'Océanie du contre-la-montre
- 2015
  - Prologue du Herald Sun Tour
- 2016
  - Prologue du Herald Sun Tour
  - 1re et 4e étapes du Tour de Taïwan
  - Prologue du Tour d'Autriche
  - 3e étape du Tour du Portugal

### Résultats sur les grands tours

#### Tour d'Italie
1 participation
- 2019 : 141e

#### Tour d'Espagne
1 participation
- 2017 : 157e

### Classements mondiaux
| Année                                 | 2009 | 2010 | 2011 | 2012 | 2013 | 2014 | 2015 | 2016 | 2017  | 2018  |
| ------------------------------------- | ---- | ---- | ---- | ---- | ---- | ---- | ---- | ---- | ----- | ----- |
| Classement mondial                    |      |      |      |      |      |      |      | 812e | 1997e | 2286e |
| UCI Europe Tour                       | nc   | nc   |      | 891e |      | 455e | nc   | 902e | 1283e | 1633e |
| UCI Asia Tour                         | nc   | 100e |      | 191e |      | 26e  | nc   | 229e | nc    | 737e  |
| UCI Oceania Tour                      | 42e  | 41e  |      | 20e  |      | 9e   | 12e  | 58e  | nc    | nc    |
|                                       |      |      |      |      |      |      |      |      |       |       |
| Légende : nc = non classéSource : UCI |      |      |      |      |      |      |      |      |       |       |